# 頭形浪花介
頭形浪花介（学名：Cythere cephaloidea）为浪花介科浪花介屬下的一个种。